# Don Marcelino, Davao Occidental

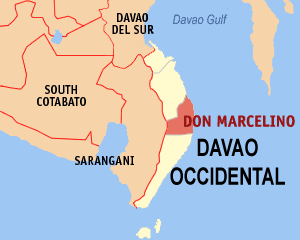
Bản đồ của Davao Occidental với vị trí của Don Marcelino

Don Marcelino là một đô thị hạng 3 ở tỉnh Davao Occidental, Philippines. Theo điều tra dân số năm 2000, đô thị này có dân số 33.403 người trong 6.544 hộ.

## Các đơn vị hành chính
Don Marcelino được chia thành 15 barangay.*
- Calian
- Kiobog
- North Lamidan
- Lawa (Pob.)
- Nueva Villa
- Talagutong (Pob.)
- Baluntaya
- Dalupan
- Kinanga
- Lanao
- Lapuan
- Linadasan
- Mabuhay
- South Lamidan
- West Lamidan